# Nom collectif
Cet article possède un paronyme, voir Société en nom collectif.
Pour un article plus général, voir Nom.
Un nom collectif, quoique singulier, désigne un ensemble de référents (ou items) :
Une foule, un groupe, un tas, un million, une infinité, la clientèle, le personnel, le mobilier…

## Déterminant quantificateur
Dans certains cas, un nom collectif employé avec un complément de nom, peut servir de déterminant indéfini, plus précisément, de quantificateur nominal :
Un troupeau de brebis.
Dans ce syntagme nominal, on peut considérer que le noyau est, soit le nom « troupeau », complété par « brebis » (complément de nom), soit le nom « brebis », déterminé par « un troupeau de », adjectif indéfini ou quantificateur. Selon le noyau pris en considération, l'accord du verbe sera modifié en conséquence : 
Une multitude d'oiseaux a traversé le ciel. / Une multitude d'oiseaux ont traversé le ciel.

## Singulare tantum
Un nom collectif qui exprime un ensemble d'items (ou référents) de même famille est un nom le plus souvent au singulier.
Cependant, la plupart des noms collectifs peuvent aussi se rencontrer au pluriel. 
Par exemple : 
- une foule de touristes n'exclut pas des foules bigarrées
- une volée de corbeaux (a murder of crows en anglais) n'exclut pas des volées de moineaux ou des volées d'injures (au sens figuré).

## Exemples de noms collectifs

### Français
- Une foule (de gens)
- Un cortège (de personnes, de choses)
- Un archipel (d'îles)
- Une bande (de jeunes)
- Un banc (de poissons)
- Une volée (de corbeaux)
- Une assiette (de légumes)
- Une troupe (de soldats, de lions)
- Une pile (d'assiettes)
- Une batterie (de missiles)
- Une couvée (de poussins)
- Une flottille (de pédalos)
- Une meute (de chiens, de loups)
- Une harde (de cerfs, de sangliers)
- Un essaim (d'abeilles)

### Anglais
L'anglais emploie plusieurs centaines de noms collectifs, variant selon l'espèce, pour désigner des ensembles d'oiseaux (par exemple : a confusion of chiffchaffs, a conspiracy of ravens, a museum of waxwings, a mischief of magpies ou encore a banditry of titmice). Bien que beaucoup de ces termes soient obsolètes ou rarement utilisés, ils sont bien connus des ornithologues car ils permettent de décrire non seulement le groupe d'oiseaux mais aussi leur comportement ou leur personnalité. Une traduction de ces noms collectifs pourrait faire émerger les équivalents français de troupeau, colonie, flotte, nuage, masse, collection, groupe, foule, assemblée, parlement, chaîne, congrès, horde, flottille,,.